# West-Flandre
La West-Flandre constitua une des provinces des Pays-Bas autrichiens au XVIIIe siècle. Elle ne doit pas être confondue avec le territoire actuel de la province belge de Flandre-Occidentale (bien qu'en néerlandais les deux notions se traduisent par West-Vlaanderen).
Par le Traité d'Utrecht en 1713 la France devait restituer aux États généraux des Provinces-Unies quelques villes de Flandre, qui avaient été françaises pendant 30-40 ans. Il s'agit de la région autour des villes de Furnes, Ypres et Menin.  La république des Provinces-Unies ne recevait pas ces villes  pour elle-même, mais devait les remettre sous la domination des Pays-Bas autrichiens. Elle pouvait y occuper des places fortes et, en échange, son armée devait quitter Lille. Les Provinces-Unies ne s'exécutèrent qu'avec réticence et n'évacuèrent la région que le 22 août 1719.
Contrairement au souhait des habitants, la région ne réintégra pas le comté de Flandre, dont Ypres avait constitué la quatrième membre avant la conquête française. La nouvelle province était étroitement subordonnée au gouvernement autrichien et n'avait pas le droit de consentir aux impôts. Les territoires restitués aux Pays-Bas autrichiens restèrent donc une province autonome pendant quatre-vingts ans.
Les États de West-Flandre participèrent aux États belgiques unis de 1790 comme un État indépendant.  Le traité d'union prévoyait bien que les Flandres pourraient se réunir. Article X du traité "belgique" :

« Il ne sera libre à aucune province de faire une alliance ou traité quelconque avec une autre puissance, sans le consentement du Congrès, et les provinces particulières ne pourront s’unir entre elles, s’allier ou contracter de quelque manière que ce puisse être, sans le consentement du Congrès. La province de Flandre cependant pourra se réunir avec la West-Flandre, à condition que chacune aura ses députés particuliers au Congrès ; que ces députés auront leur voix libre et indépendante ; et ne pourront jamais les députés de l’une être en même temps les députés de l’autre. »